# Swiss International Air Lines
Swiss International Air Lines, також знана як SWISS — найбільша авіакомпанія Швейцарії, що виконує регулярні рейси до європейських країн, в Північну та Південну Америку, Африку та Азію. Член глобального авіаційного альянсу пасажирських перевезень Star Alliance. Основним вузловим аеропортом авіакомпанії є Аеропорт Цюриха, штаб-квартира розташована в аеропорту Базель-Мюлхайуз-Фрайбер, Швейцарія.
Авіакомпанія SWISS є дочірньою компанією німецького авіаперевізника Deutsche Lufthansa AG.

## Історія
Авіакомпанія SWISS була утворена 2002 року після банкрутства національного авіаперевізника Швейцарії авіакомпанії Swissair, всі активи якої були передані керівним холдингом SAirGroup в регіональну авіакомпанію, яка також входила до складу цього холдингу. Пізніше назву Crossair було змінено на Swiss International Air Lines і 31 березня 2002 року нова авіакомпанія почала свою операційну діяльність. Спочатку SWISS перебувала у власності інвестиційних груп (61,3 %), швейцарської Конфедерації (20,3 %), кантонів та місцевого самоврядування (12,2 %) та інших приватних інвесторів (6,2 %). Своєю чергою авіакомпанії повністю належить компанія Swiss Sun і 99,9 % власності компанії Crossair Europe.
Нова авіакомпанія, як і її попередниця Swissair, продовжувала зазнавати збитків, обсяг яких до 2005 року становив 1,6 млрд доларів США.
За словами керівничого директора міжконтинентальної біржі Швейцарії Марселя Бідерманн в авіакомпанії існувало три варіанти подальшого розвитку власної діяльності: залишитися незалежним перевізником у своїй ніші авіамаршрутів, вдатися до сильного скорочення компанії або увійти до складу більшої авіакомпанії чи авіаційного холдингу. Керівництвом SWISS був обраний третій варіант, після чого почалися переговори з французько-голландською Air France-KLM, британською British Airways та німецькою Lufthansa. У зв'язку з великою заборгованістю авіакомпанії та її невизначеним майбутнім довгострокові інвестиції в SWISS видавалися вельми непривабливими. Після злиття двох авіаперевізників KLM і Air France керівництво останньої заявило, що не буде на цьому етапі розглядати пропозицію про приєднання SWISS у зв'язку із власною реорганізацією. Позитивна відповідь надійшла від Lufthansa, однак SWISS з якихось причин не захотіла продовжувати переговори з німецькою авіакомпанією. Як варіант пропозиція згода британського перевізника British Airways та їй партнерів по альянсу Oneworld, які серйозно розглядали аеропорт Цюриха як альтернативу Лондонському аеропорту Хітроу як транзитного вузла для членів альянсу Oneworld.
Після майже року перемовин авіакомпанія British Airways заблокувала рішення щодо вступу SWISS в авіаційний альянс Oneworld з причин конкуренції маршрутних мереж цих авіакомпаній на багатьох далекомагістральних напрямках. 3 червня 2004 року SWISS оголосила про своє рішення відмовитися від планів вступу в Oneworld, пояснивши це рішення небажанням інтегрувати власну бонусну програму заохочення пасажирів, що часто літають, з аналогічною програмою Executive Club авіакомпанії British Airways. Крім того, SWISS вважала, що співпраця з британцями розвиватиметься в односторонньому порядку — British Airways отримає прибуткові рейси швейцарців без жодної для них компенсації.
Пізніше SWISS дав згоду Lufthansa і став членом Star alliance. Станом на липень 2008 року в SWISS працювало 7359 осіб.

## Флот
Станом на серпень 2017 року флот Swiss складався з таких літаків:

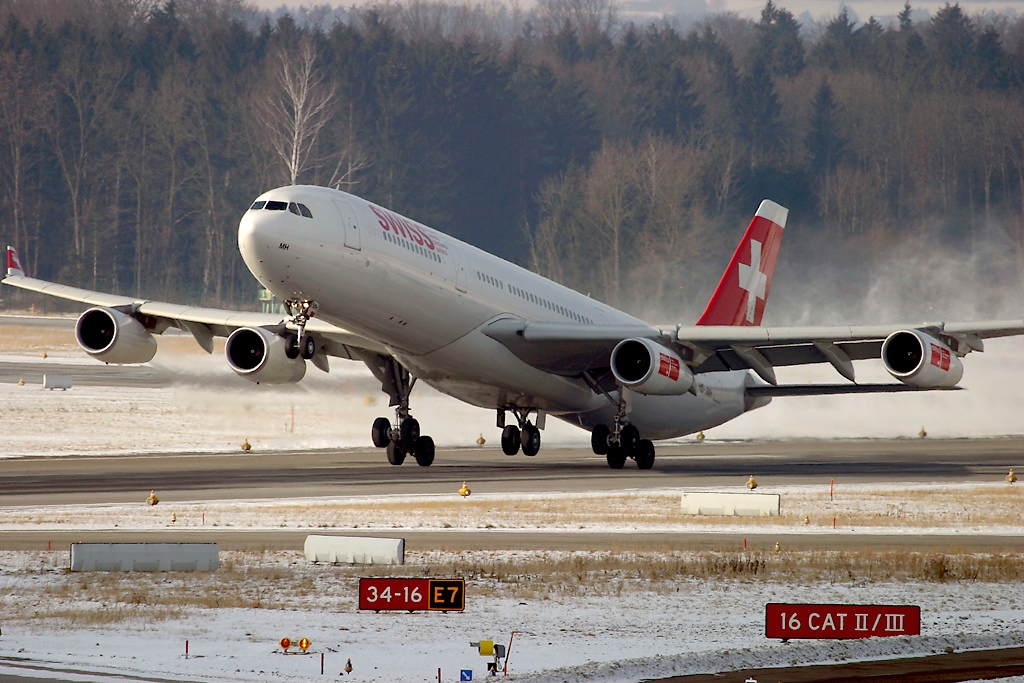
Літак Airbus A340-300 авіакомпанії SWISS в Цюрихському аеропорту, 2007

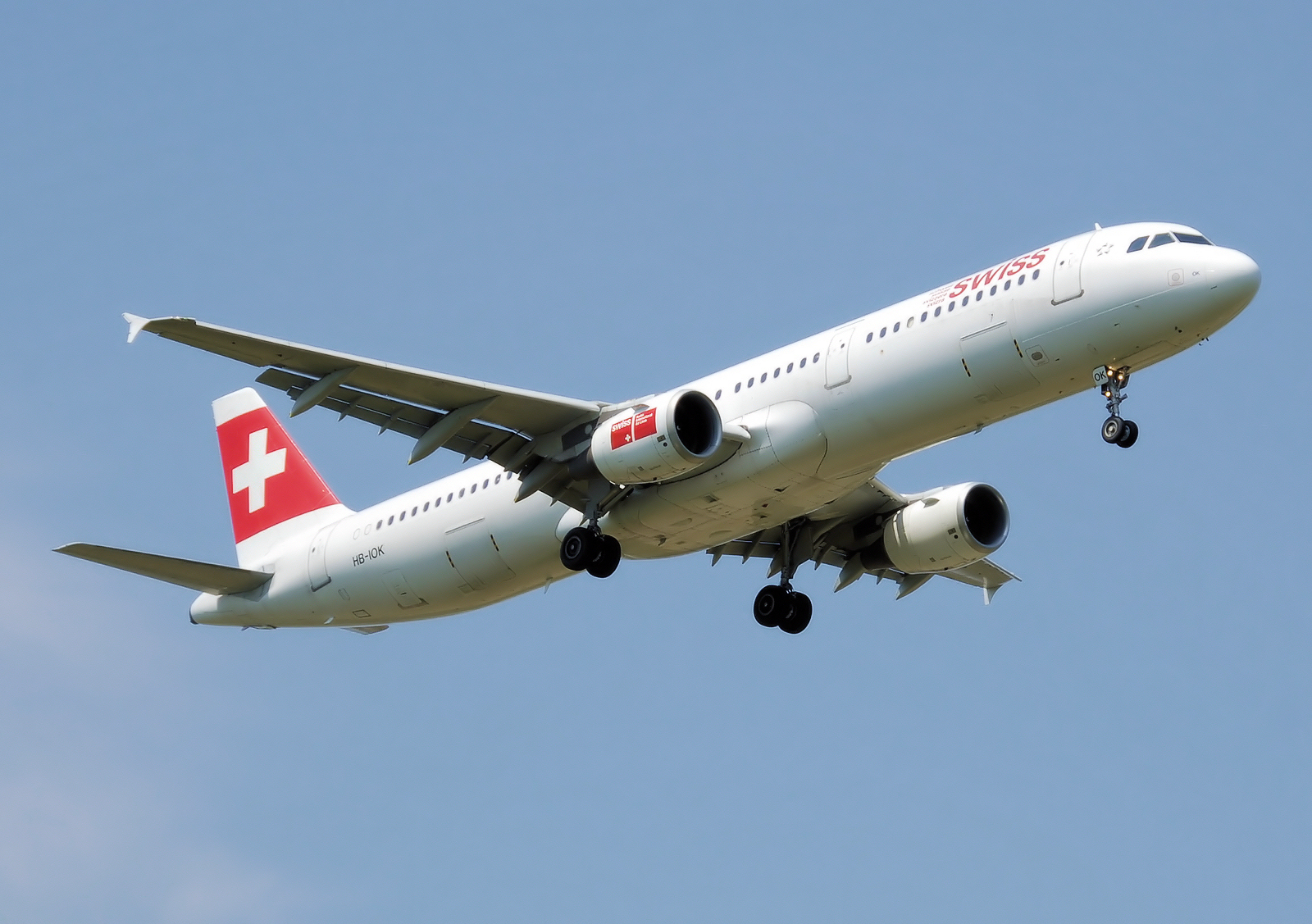
Літак Airbus A321-100 авіакомпанії SWISS приземляється в Хітроу, 2008

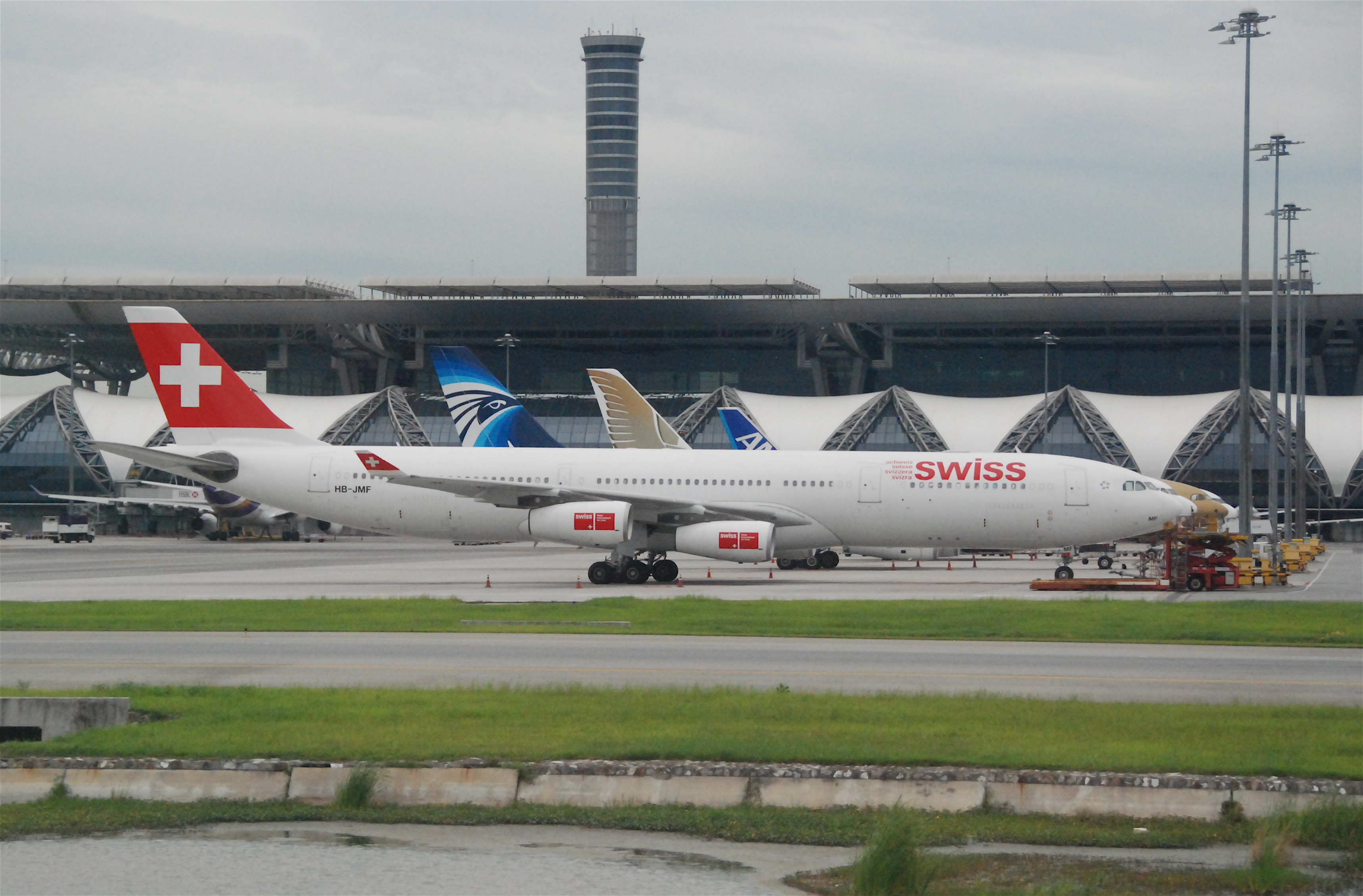
Літак Airbus A340-300 авіакомпанії SWISS в аеропорту Суварнабхумі, 2011